# Trichotithonus venezuelensis
Trichotithonus venezuelensis là một loài bọ cánh cứng trong họ Cerambycidae.